# 长叶绣球
长叶绣球（学名：Hydrangea longifolia）为绣球花科绣球属下的一个种。

## 扩展阅读
- 維基物種上的相關：长叶绣球